# Cráter de Vredefort
El cráter de Vredefort es un cráter de impacto descubierto en la provincia del Estado Libre en Sudáfrica. La localidad de Vredefort se sitúa dentro del cráter y le da su nombre. El impacto se produjo hace 2020 millones de años, por lo que se considera el cráter visible terrestre más antiguo. La elevación central del cráter se conoce como domo de Vredefort o bóveda de Vredefort. Se calcula que al impactar el meteorito se liberó una energía de cien millones de megatones y que se desplazaron 70 000 km³ de roca.
En cuanto a su diámetro, es difícil de determinar, debido a que la estructura se encuentra intensamente erosionada. Se han estimado dimensiones que abarcan un rango desde 160 hasta 400 km, si bien en la Base de Datos de Impactos Terrestres se considera que tiene un diámetro de 300 km. Se estima que el meteorito que causó el cráter tendría entre 5 y 10 km de diámetro. Desde el año 2005 el cráter de Vredefort es considerado Patrimonio de la Humanidad por la Unesco.

## Interpretación
El cráter de Vredefort se interpretó en un principio aludiendo a causas de tipo tectónico, volcánico y magmático. Después del descubrimiento a finales de la década de 1950 de conos astillados, brechas de impacto y minerales indicadores de altas presiones (coesita y stishovita) se empezó a plantear la hipótesis de un origen extraterrestre para la estructura. Sin embargo, los rasgos planares (características que presentan los cuarzos producidas por impacto meteorítico) hallados eran diferentes de otros documentados en otras estructuras de impacto, por lo que se dudaba del origen meteorítico del cráter Vredefort. La aparición de nuevas evidencias, como la presencia de zircones con «textura de fresa», la confirmación de que los rasgos planares de los cuarzos sí corresponden a impactos, el descubrimiento de material de origen meteorítico y el hallazgo de PDFs en granos de cuarzo presentes en muestras de granofiro (roca magmática con cuarzo y feldespato), acabaron con la controversia en cuanto al origen de la estructura.

## Geología
La estructura de Vredefort se sitúa en la cuenca Witwatersrand, cuyos bordes están elevados, situándose el domo de Vredefort en el centro de la cuenca. El núcleo del domo está formado por gneis y granulita de edad arcaica, rodeados por granitos y gneises más homogéneos y modernos. Las texturas de la granulita indican que sufrieron altas temperaturas debido al impacto, y que luego se enfriaron lentamente, quizás debido a situarse a una profundidad mayor de 7 km en la corteza terrestre.
Estas dos zonas están separadas por rocas metamórficas de alto grado (migmatitas, gneises con aluminio y charnockitas). A su vez, todo el núcleo está rodeado de niveles de sedimentos y rocas volcánicas, más modernas cuanto más alejadas de él, cuya edad abarca desde el Arcaico hasta el Neoproterozoico. Rocas alcalinas y ultrabásicas intruyen a estos materiales.

## Características del impacto

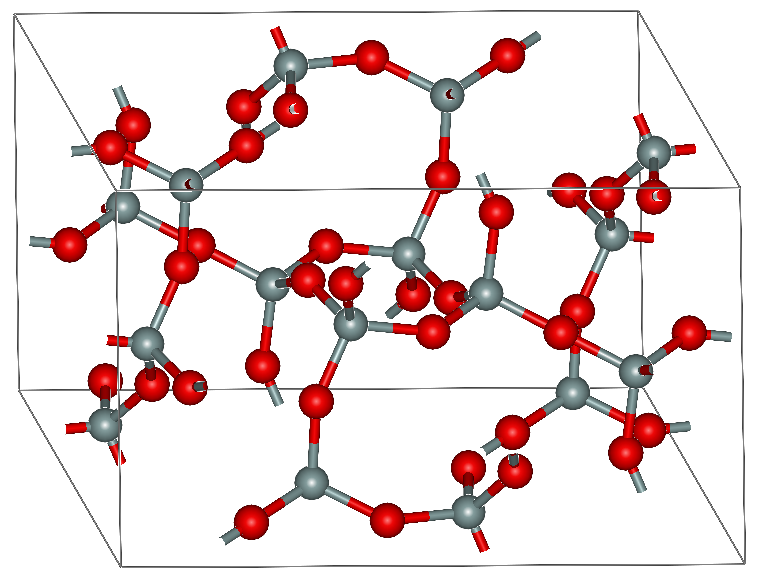
Red cristalina de la coesita, un mineral derivado del cuarzo, presente en el cráter Vredefort. Se forma cuando las condiciones de presión son muy altas, como en los impactos meteoríticos. Los átomos rojos son oxígeno, y los grises silicio.

Se han encontrado distintas evidencias del impacto meteorítico, como son:
- Conos astillados: Los conos astillados se han encontrado en otras estructuras de impacto, como son el astroblema de Rochechouart-Chassenon,[15] el Ries de Nördlingen y el cráter Wells Creek.[16][17] En el cráter Vredefort se sitúan en niveles de pizarras, en rocas más arenosas y en formaciones de hierro bandeado.[18] Los ápices de los conos encontrados en la zona no se encuentran orientados bajo ninguna dirección predominante, y las estrías se presentan según distintos patrones, desde estrías divergentes a partir del ápice, hasta paralelas o subparalelas en superficies planas.[19]
- Fracturas megascópicas planares en cuarcitas: Consisten en fracturas paralelas muy apretadas que se dan en las cuarcitas del cráter, y que se encuentran asociadas a los conos astillados.[20]
- Pseudotaquilitas: Son rocas formadas por vidrio asociadas a fallas y cráteres de impacto.[21] La mayor acumulación de estas rocas se dispone tangencialmente al domo Vredefort en su parte norte.[22]
- Coesita y stishovita: En 1978 se encontraron estos dos polimorfos de sílice en cuarcitas situadas en el cráter.[23] La presencia de stishovita se confirmó en 1988 mediante resonancia magnética nuclear, y la de coesita en 1992 usando el método de espectroscopia Raman.[24]
- Zircones metamorfizados: Mediante estudios con microscopio electrónico de transmisión se han reconocido dislocaciones de bandas y rasgos lamelares en zircones procedentes del domo de Vredefort.[25] También aparecen texturas policristalinas en este mineral, al igual que en brechas del cráter de Chicxulub, materiales del límite K/T y rocas del cráter de Sudbury.[26]
- Rasgos de deformación planar en cuarzos (PDFs): Se han encontrado PDFs en cuarzos recogidos en el cráter Vredefort,[27] si bien su estado de preservación y su distribución difieren de los de otras estructuras de impacto.[28] También se han encontrado estos rasgos en cuarzos presentes en clastos englobados dentro del granofiro.[29]
- Material meteorítico: Mediante el método de Re-Os se han identificado pequeñas cantidades del material pertenecientes al meteorito que originó el cráter.[10] Las altas cantidades de osmio encontradas solo se pueden explicar si existe una mezcla con material de origen extraterrestre (este elemento es muy escaso en la Tierra, pero se encuentra concentrado en asteroides).[30] Se ha podido determinar que el bólido era una condrita.[6]

## Relación del cráter Vredefort con el complejo ígneo de Bushveld

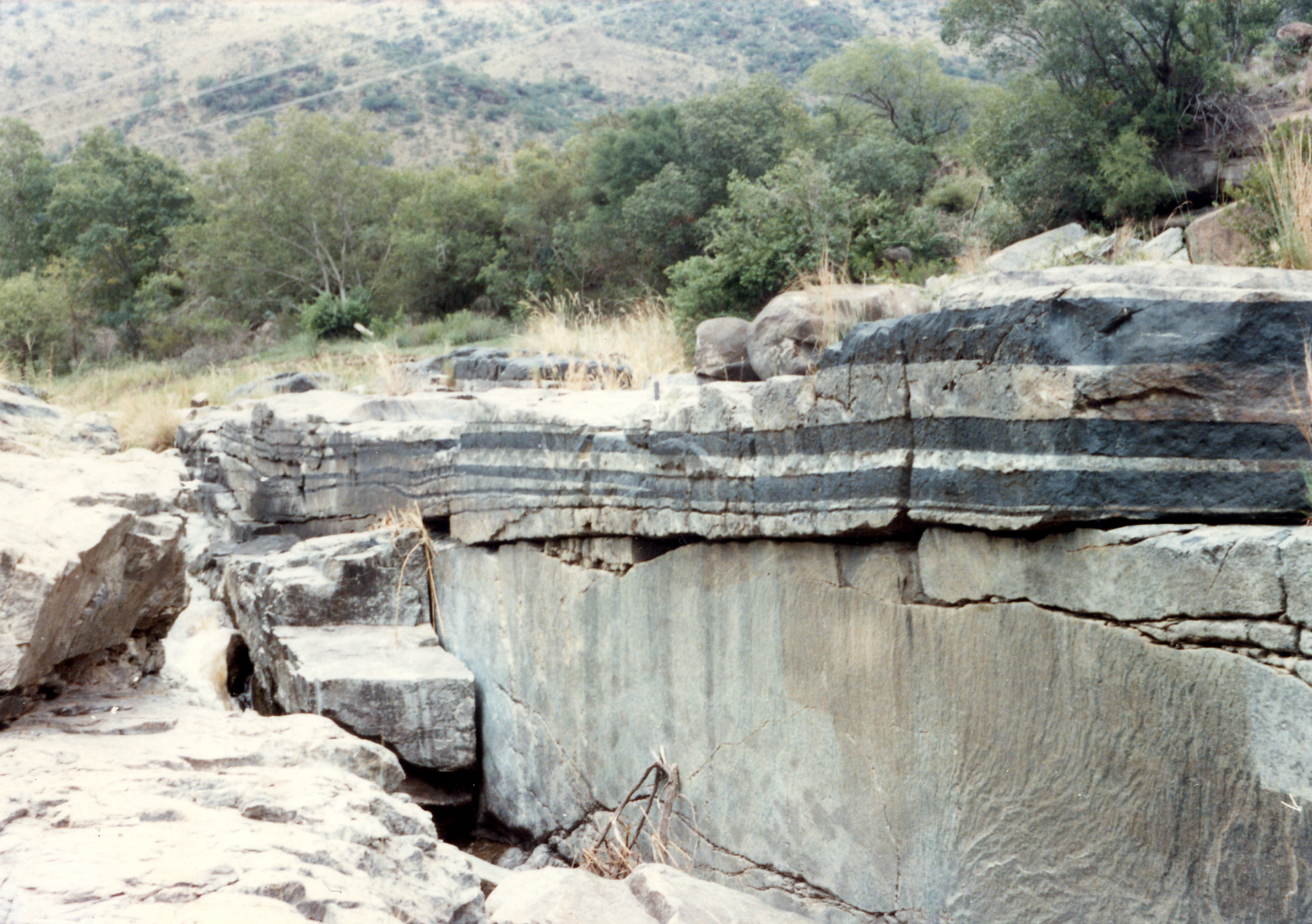
Afloramiento de cromititas (color oscuro) y anortositas (color gris) en el complejo ígneo de Bushveld.

En la cuenca Witwatersrand también se encuentra el complejo ígneo de Bushveld, un yacimiento mineral que contiene una de las mayores concentraciones del mundo de elementos del grupo del platino. Tanto el cráter de Vredefort como el complejo de Bushveld se formaron en la misma época, y debido a su cercanía se ha especulado sobre si están relacionados entre sí, pudiendo considerarse las dos estructuras como el resultado de un impacto múltiple, provocado por al menos cuatro impactos, tres de ellos que formaron el complejo de Bushveld y el cuarto que formó el domo de Vredefort. Sin embargo, no se han encontrado evidencias de metamorfismo de choque en el complejo de Bushveld. Otra teoría explica la formación del complejo ígneo de Bushveld por el efecto de una pluma, que a su vez fue provocada por el impacto meteorítico.